# The Biebers
A The Biebers egy 2012-ben alakult budapesti modern pop-rock zenekar, melynek két vezéralakja a Megasztárból ismert Puskás-Dallos Peti, és testvére, Puskás Ádám Dániel.
A csapat második helyen végzett a 2015-ös Nagy-Szín-Padon, és olyan előadók előtt zenéltek, mint Robbie Williams és az Imagine Dragons.
A zenekar 2018-ban a Nemzeti Színházban tartott "Év sportolója" gálán, közös produkcióban lépett színpadra a Kossuth-díjas legendával, Kovács Katival.

## Tagok

### Jelenlegi felállás
- Puskás Péter – ének (2012–)
- Puskás Ádám Dániel – ének, billentyűk (2012–)
- Ekanem Bálint – ének (2014–)
- Belegrai Gábor – basszusgitár (2017–)
- Gudics Marcell – dobok (2018-)
- Herold Péter – szaxofon (2018-)

### Egykori tagok
- Rusz András – gitár (2015–2021)
- Gerendás Dániel – dobok (2012-2018)
- Miklós Milán – basszusgitár (2012–2017)
- Füstös Bálint – gitár (2013–2015)
- Stuart Relph – gitár (2012–2013)

## Diszkográfia

### Nagylemez
| Év   | Cím                 | Kiadó       |
| ---- | ------------------- | ----------- |
| 2015 | The Biebers (album) | Gold Record |
| 2017 | Vár a holnap        | Gold Record |

### EP
| Év   | Cím                        | Kiadó       |
| ---- | -------------------------- | ----------- |
| 2014 | Summer Love Deluxe Edition | Gold Record |
| 2016 | A Város                    | Gold Record |

### Kislemezek
| Év   | Cím                                             | Kiadó       |
| ---- | ----------------------------------------------- | ----------- |
| 2013 | Sorry                                           | Gold Record |
| 2013 | Summer Love Ghost                               | Gold Record |
| 2014 | Stay                                            | Gold Record |
| 2014 | Rhythm of Joy                                   | Gold Record |
| 2014 | Stay Remix                                      | Gold Record |
| 2014 | Memories                                        | Gold Record |
| 2015 | Rhythm of Joy (Roberto Rios X Dan Sparks Remix) | Gold Record |
| 2015 | Sorry (Nyitottak Vagyunk vol. 1.)               | Gold Record |
| 2015 | Livin’ In                                       | Gold Record |
| 2016 | Sun Is Shining                                  | Gold Record |
| 2016 | Minden a miénk                                  | Gold Record |
| 2017 | Vár a holnap (Roberto Rios X Dan Sparks Remix)  | Gold Record |
| 2017 | Rakjuk össze                                    | Gold Record |
| 2017 | Rakjuk össze (Roberto Rios X Dan Sparks Remix)  | Gold Record |
| 2018 | Dübörög a ház                                   | Gold Record |
| 2018 | Minden este                                     | Gold Record |
| 2018 | Ahol jártunk                                    | Gold Record |
| 2018 | Minden este (Birdsday Remix)                    | Gold Record |

### Videóklipek
- 2012 – Dance (feat. MC Kemon)
- 2013 – Sorry
- 2013 – Summer Love Ghost
- 2014 – Rhythm of Joy
- 2014 – Stay
- 2015 – Livin’ In
- 2015 – Love How It Tastes
- 2016 – Sun Is Shining
- 2016 – Felgyulladt a város
- 2016 – Pont most
- 2016 – Minden a miénk (feat. Herrer Sári)
- 2017 – Vár a holnap
- 2017 – Itt és most / Now & Here
- 2017 – Valami mást (feat. Fluor)
- 2018 – Dübörög a ház (feat. Fura Csé)
- 2018 – Minden este (feat. CURTIS)
- 2018 – Ahol jártunk